# Husain Mahfoodh
Husain Mahfoodh (29. lipnja 2001.) je bahreinski rukometni vratar. Nastupa za klub Tobli i reprezentaciju Bahreina.
Natjecao se na Svjetskom prvenstvu u Danskoj i Njemačkoj 2019. gdje je reprezentacija Bahreina završila na 20. mjestu. 